# Sony Xperia SX
Sony Xperia SX是日本電子公司Sony於2012年發佈的手機，即只在日本發售的手機。

## 顏色
顏色包括：
| 顏色 | 名稱   | 英語   |
| ---- | ------ | ------ |
|      | 黑色   | Black  |
|      | 白色   | White  |
|      | 粉紅色 | Pink   |
|      | 橙色   | Orange |

## 外部連結
- Xperia™ SX - 索尼官方網站（页面存档备份，存于） 日文